# Laura Robson
Laura Robson   (Melbourne, 21 de gener de 1994) és una tennista britànica retirada.
Va debutar en el circuit júnior de la Federació Internacional de Tennis (ITF) el 2007, i un any després va guanyar el Wimbledon júnior (femení) amb 14 anys. Com a júnior, també va arribar dues vegades a la final individual del torneig de les noies a l'Open d'Austràlia, el 2009 i 2010. Va guanyar el seu primer torneig professional al novembre de 2008.
La millor posició rànquing en el rànquing del món és de número 27, que va assolir el 8 de juliol de 2013. En dobles femenins, la seva marca personal és de número 82. Va guanyar una medalla de plata fent parella amb Andy Murray en els dobles mixts el Jocs Olímpics de Londres (2012), amb qui també va arribar a la final de la Copa Hopman (2010). També va formar part de l'equip britànic de la Fed Cup en diverses ocasions.
Robson ha aparegut almenys una vegada en el quadre principal de cada torneig de Grand Slam. Fou la primera dona britànica des de Samantha Smith (a Wimbledon el 1998) que arriba a la quarta ronda d'un torneig important, havent-ho fet també el 2012 al US Open i a Wimbledon el 2013. En el torneig de Canton de 2012, Robson es va convertir en la primera dona britànica des de Jo Durie (el 1990) que arribà a una final del circuit WTA. Va ser nomenada tennista revelació de l'any el 2012.

## Jocs Olímpics

### Dobles mixts
| Any  | Campionat                          | Parella     | Oponents                     | Resultat         |
| ---- | ---------------------------------- | ----------- | ---------------------------- | ---------------- |
| 2012 | Jocs Olímpics, Londres, Regne Unit | Andy Murray | Viktória Azàrenka Maks Mirni | 6−2, 3−6, [8−10] |

## Palmarès

### Individual: 1 (0−1)
| Llegenda                |
| ----------------------- |
| Grand Slam (0−0)        |
| WTA Finals (0−0)        |
| Premier Mandatory (0−0) |
| Premier 5 (0−0)         |
| Premier (0−0)           |
| International (0−1)     |

| Títols per superfície |
| --------------------- |
| Dura (0−1)            |
| Gespa (0−0)           |
| Terra batuda (0−0)    |

| Resultat  | Núm. | Data                   | Torneig      | Superfície | Oponent      | Marcador      |
| --------- | ---- | ---------------------- | ------------ | ---------- | ------------ | ------------- |
| Finalista | 1.   | 23 de setembre de 2012 | Canton, Xina | Dura       | Hsieh Su-wei | 3−6, 7−5, 4−6 |

### Dobles femenins: 2 (0−2)
| Llegenda                |
| ----------------------- |
| Grand Slam (0−0)        |
| WTA Finals (0−0)        |
| Premier Mandatory (0−1) |
| Premier 5 (0−0)         |
| Premier (0−0)           |
| International (0−1)     |

| Títols per superfície |
| --------------------- |
| Dura (0−1)            |
| Gespa (0−1)           |
| Terra batuda (0−0)    |

| Resultat  | Núm. | Data               | Torneig                | Superfície | Parella      | Oponents                         | Marcador         |
| --------- | ---- | ------------------ | ---------------------- | ---------- | ------------ | -------------------------------- | ---------------- |
| Finalista | 1.   | 31 de març de 2013 | Miami, Estats Units    | Dura       | Lisa Raymond | Nàdia Petrova Katarina Srebotnik | 1−6, 6−7(2)      |
| Finalista | 2.   | 18 de juny de 2017 | Nottingham, Regne Unit | Gespa      | Jocelyn Rae  | Monique Adamczak Storm Sanders   | 4−6, 6−4, [4−10] |

### Dobles mixts: 1 (0−1)
| Resultat  | Núm. | Data                 | Torneig                            | Superfície | Parella     | Oponents                     | Marcador         |
| --------- | ---- | -------------------- | ---------------------------------- | ---------- | ----------- | ---------------------------- | ---------------- |
| Finalista | 1.   | 28 de juliol de 2012 | Jocs Olímpics, Londres, Regne Unit | Gespa      | Andy Murray | Viktória Azàrenka Maks Mirni | 6−2, 3−6, [8−10] |

### Equips: 1 (0−1)
| Resultat  | Núm. | Data            | Torneig                       | Superfície | Equip       | Oponents                            | Resultat |
| --------- | ---- | --------------- | ----------------------------- | ---------- | ----------- | ----------------------------------- | -------- |
| Finalista | 1.   | 9 de gener 2010 | Copa Hopman, Perth, Austràlia | Dura       | Andy Murray | M.J. Martínez Sánchez Tommy Robredo | 1–2      |

## Trajectòria

### Individual
| Open d'Austràlia | A           | Q2          | A           | 1R | 3R          | 1R          | A           | A   | Q1          | A           | A           | 0 / 3 | 2 − 3 |
| Roland Garros | A           | A           | A           | 1R | 1R          | A           | A           | 1R  | A           | A           | A           | 0 / 3 | 0 − 3 |
| Wimbledon | 1R          | 1R          | 2R          | 1R | 4R          | A           | 1R          | 1R  | 1R          | A           | A           | 0 / 8 | 4 − 8 |
| US Open | Q3          | Q3          | 2R          | 4R | 3R          | A           | 1R          | 1R  | Q1          | A           | A           | 0 / 5 | 6 − 5 |
| Jocs Olímpics | No celebrat | No celebrat | No celebrat | 2R | No celebrat | No celebrat | No celebrat | A   | No celebrat | No celebrat | No celebrat | 0 / 1 | 1 − 1 |
| Rànquing a final d'any | 419         | 206         | 131         | 53 | 46          | 951         | 558         | 219 | 251         | 435         | −           |       |       |
| Llegenda: G: Guanyadora; F: Finalista; SF: Semifinalista; QF: Quarts de final; Q: Qualificació; A: Absent; RR: Round Robin |             |             |             |    |             |             |             |     |             |             |             |       |       |

### Dobles femenins
| Open d'Austràlia | A           | QF          | A           | 1R  | 1R          | A           | A           | A   | A   | 1R  | 0 / 4 | 3 − 4 |
| Roland Garros | A           | A           | A           | A   | A           | A           | A           | A   | A   | A   | 0 / 0 | 0 − 0 |
| Wimbledon | 2R          | 1R          | 1R          | 1R  | 2R          | A           | 1R          | 1R  | 2R  | A   | 0 / 8 | 3 − 8 |
| US Open | A           | A           | A           | 1R  | A           | A           | 2R          | A   | A   | A   | 0 / 2 | 1 − 2 |
| Jocs Olímpics | No celebrat | No celebrat | No celebrat | 1R  | No celebrat | No celebrat | No celebrat | A   | NC  | NC  | 0 / 1 | 0 − 1 |
| Rànquing a final d'any | 299         | 127         | 808         | 285 | 91          |             | 291         | 492 | 113 | 255 |       |       |
| Llegenda: G: Guanyadora; F: Finalista; SF: Semifinalista; QF: Quarts de final; Q: Qualificació; A: Absent; RR: Round Robin |             |             |             |     |             |             |             |     |     |     |       |       |

### Dobles mixts
| Open d'Austràlia | A  | A  | A  | A           | A           | A           | A  | A  | 0 / 0 | 0 − 0 |
| Roland Garros | A  | A  | A  | A           | A           | A           | A  | A  | 0 / 0 | 0 − 0 |
| Wimbledon | 1R | A  | 3R | 1R          | A           | A           | 2R | 1R | 0 / 5 | 3 − 5 |
| US Open | A  | A  | A  | A           | A           | A           | A  | A  | 0 / 0 | 0 − 0 |
| Jocs Olímpics | NC | NC | 2a | No celebrat | No celebrat | No celebrat | A  | NC | 0 / 1 | 3 − 1 |
| Llegenda: G: Guanyadora; F: Finalista; SF: Semifinalista; QF: Quarts de final; Q: Qualificació; A: Absent; RR: Round Robin |    |    |    |             |             |             |    |    |       |       |

## Guardons
- WTA Newcomer of the Year (2012)